# Kanón Ho-5
Kanón Ho-5 byl letecký kanón japonské Císařské armády během druhé světové války. Vznikl vývojem z leteckého kulometu Ho-103, který byl domácí verzí amerického leteckého kulometu M1921 Browning s ráží zvětšenou na 20 mm.